# Antão Soares de Almada
Antão Soares de Almada, 5.º conde de Abranches, fidalgo da Casa Real, foi o 8.º senhor dos Lagares d´El-Rei, 3.º Senhor de Pombalinho e foi Alcaide-mor de Lisboa e de Capitão-Mor do Mar.

## Dados históricos
Usou o apelido "Soares", por ter herdado de sua Mãe, o Senhorio da Vila de Pombalinho que pertenceu, por compra, a seu avô materno Lôpo Soares de Albergaria, segundo Leitão Manso de Lima, que cita o Rangel.
Numa procuração passada por Antão, a favor de António Mendes, licenciado em Santarém, verifica-se que a 20 de Maio de 1560, vivia nas Pedras Negras em Lisboa. Esta, existente no arquivo da Casa Almada, foi passada para o procurador contratar com a Prioresa do Mosteiro de S. Domingos das Donnas certas terras que elas tinham no Campo de Salvaterra.
Segundo José Pereira Bayão, em "Portugal Cuidadoso e Lastimado", tomou parte na primeira fileira da Alcácer-Quibir. E o confirma o manuscrito "Sumario de todas as cousas succedidas em Berberia", escrita por um dos combatentes nessa contenda,  e que estaria na companhia de mais vinte e três outros fidalgos escolhidos para esse lugar, entre eles o seu filho mais velho. Acrescenta Manuel de Carvalho e Ataíde, no seu "Tratado de Genealogia" arvore 7ª, que "tendo ficado cativo lá morreu."
Foi, assim, o último na família Almada a obter o cargo de Capitão-Mor do Mar que era exercida desde o tempo de D. João I pelos primogénitos da família Almada. Segundo a "História Genealógica", vol. 2º liv. 3º pg. 28, "este cargo foi lhe dado por carta passada por D. Sebastião, em Évora a 25 de Agosto de 1563".

## Dados genealógicos
Antão Soares de Almada. Foi filho de Fernando de Almada com D. Catarina de Albuquerque.
Casou-se com Vicência de Castro, filha de Rui Pereira da Silva, Alcaide-Mor de Silves e Guarda-mor do Infante D. João, e de sua mulher e prima-tia D. Isabel da Silva, Senhora do Morgadio de Monchique.
Com ela teve 10 filhos, que são os seguintes:
- Lourenço Soares de Almada casado com Francisca de Távora, filha de Lourenço Pires de Távora e de Catarina de Távora.
- André de Almada, jesuíta e reitor da Colégio Universitário de Coimbra.
- João de Almada casado com Teresa Ximenes da Veiga, filha de Duarte Ximenes de Aragão e de Catarina da Veiga.
- Jorge de Almada, fidalgo escudeiro (1582 ou 1583[7]), que passou à Índia no ano de 1584[8] e que em 1594[9] morreu capitão em Malaca.[10]
- Manuel de Almada, fidalgo escudeiro (1581 ou 1584[7]), também partiu para a Índia com o vice-rei D. Duarte de Meneses, em 1584[11], lá serviu e aí morreu.[8]
- Maria ou Violante de Castro, que casou com Henrique Correia da Silva, Alcaide-Mor de Tavira, Governador do Algarve, Veador da Fazenda Real, etc., filho de Martim Correia da Silva, Comendador de Penamacor, Governador de Ceuta, e de Joana de Meneses; neto paterno de Henrique Correia da Silva, Senhor do Prazo da Torre da Murta, e de Joana de Sousa; neto materno de Bernardo Côrte-Real, Alcaide-Mor de Tavira, e de Maria de Meneses e Brito. C.G.
- Antónia da Silva, casou com Lucas de Portugal, Comendador de Fronteira, na Ordem de Aviz, Senhor do Prazo da Marinha, que ficou prisioneiro após a batalha de Alcácer Quibir sendo posteriormente resgatado; era filho de D. Francisco de Portugal, Comendador de Fronteira, Estribeiro-Mor do Príncipe D. João e depois de seu filho o Rei D. Sebastião, Vedor da Fazenda, etc., e de D. Luísa Giraldes; neto paterno de D. Francisco da Gama, 2º Conde da Vidigueira, 2º Almirante do Mar da Índia, Estribeiro-Mor de João III, e de Guiomar de Vilhena; neto materno de Lucas Giraldi, M.F.C.R., rico comerciante florentino estabelecido em Lisboa e na Índia no tempo de D. João III, a cujos ministros concedia créditos, e de sua amiga D. Margarida Pais. C.G.
- Filipa da Silva, foi freira.
- Isabel da Silva, ficou solteira.
- Luísa da Silva, também ficou solteira.

## Controvérsia
Segundo alguns, não foi conde de Abranches, tal como tinham sido alguns dos seus antepassados, apesar de representar a sua varonia.
Segundo "Famílias Titulares e Grandes do Reino" pg. 37, vol. 1º: "foi o último se encartou no título de Conde de Avranches". Não se encontram papéis em que tivesse usado esse título, assim como nenhum dos seus descendentes, apesar de ser um título de juro e herdade. Apenas, em escrituras relativas aos foros do "Praso de Margaride", encontramos o 3º Conde de Almada, usando dos títulos de Avranches e Almada.